# إميلي بيتس ستيفنز
إميلي بيتس ستيفنز (كنيتها قبل الزواج بيتس؛ 1841/44-13 سبتمبر 1906) هي معلمة أمريكية وناشطة في حركة الاعتدال ومن أوائل المناصرات لحقوق المرأة في سان فرانسيسكو. كانت محررة وناشرة في مجلة ذا بيونير، أول مجلة عن حق المرأة في التصويت في الساحل الغربي للولايات المتحدة، وكانت مؤسسة مشاركة لجمعية حق المرأة في التصويت في كاليفورنيا. بالإضافة إلى ذلك، كانت سيدة أعمال ومعلمة ومسؤولة ومحاضرة ومؤسسة منظمات نسائية. في سان فرانسيسكو، أنشأت ستيفنز مدرسة مسائية للفتيات العاملات، وأسست رابطة البحارة. بعد تنظيم اتحاد الاعتدال المسيحي للمرأة في كاليفورنيا، عملت لصالحه. ساهمت أيضًا في أعمدة صحف مختلفة، وألقت محاضرات. توفيت ستيفنز في عام 1906.

## النشأة
ولدت إميلي إيه. بيتس في نيويورك عام 1841.

## مسيرتها المهنية
انتقلت ستيفنز إلى سان فرانسيسكو، في عام 1865، حيث أنشأت مدرسة مسائية شهيرة وناجحة للفتيات العاملات، بإذن من المشرف على مدارس المدينة. ارتفع عدد الطلاب خلال السنة الأولى إلى 150.
اشترت ستيفنز مجلة كاليفورنيا صنداي ميركوري وأعادت تصميمها لتكون أول مجلة دورية مكتوبة عن حق التصويت في دول المحيط الهادئ. عملت فيها كمحررة وناشرة، وأعادت تسميتها عدة مرات، وآخرها ذا بيونير، وهي صحيفة نسائية أنتجتها النساء بالكامل، على أساس الأجر المتساوي مقابل العمل المتساوي. سعت هذه الصحيفة إلى تحقيق العدالة المتساوية للورا فير، التي كانت تحاكم بتهمة قتل عشيقها.
ارتبطت خلال الفترة من 1865 إلى 1870، باتحاد الطباعة التعاوني النسائي لجميع النساء، وأسست شركة النشر النسائية. ساعدها رجال بارزون في استثمار أسهم الشركة، ومن خلالها، مارست تأثيرًا كبيرًا في النهوض بقضية المرأة في كاليفورنيا. أجبرها اعتلال صحتها على إيقاف للصحيفة.
كانت ستيفنز خطيبة موهوبة، ومعروفة في جميع أنحاء كاليفورنيا كعاملة مخلصة في حركة الاعتدال. استلمت القيادة في إحباط "مشروع قانون هولاند"، الذي تناول الدعارة المرخصة في كاليفورنيا. ألقت محاضرات لمدة ثلاث سنوات لمنظمة الفرسان الطيبين وكانت لمدة عامين نائب الفارس الأكبر، وحافظت دائمًا على صندوق مالية كامل وزادت العضوية. في عام 1874، انتخبت المدير الأكبر لكاليفورنيا غراند لودج لأخوية أبناء الاعتدال.
بعد تنظيم اتحاد الاعتدال المسيحي النسائي في كاليفورنيا، عملت بإخلاص في هذا المجتمع. ساهمت في أعمدة أجهزة الولاية لاتحاد الاعتدال المسيحي الثلاث، وهي بوليتين، وفاروس وراية المحيط الهادئ- وعملت محاضرة حكومية. انضمت إلى حزب المنع في عام 1882، وقادت الحركة في عام 1888 لحث اتحاد الاعتدال المسيحي النسائي على تأييد هذا الحزب. في عام 1890، حضرت ستيفنز المؤتمر الوطني لاتحاد الاعتدال المسيحي النسائي في أتلانتا كمبعوثة، وأصبحت إحدى المنظمين الوطنيين. في العام التالي، بناء على طلب رئيس اتحاد الاعتدال المسيحي النسائي في ولاية نيفادا، تم ندب ستيفنز للعمل في تلك الولاية، وغادرت سان فرانسيسكو في أوائل شهر مايو. أمضت، بداية من رينو، مدة 44 يومًا في نيفادا. سافرت خلال هذه الفترة ألف ميل، معظمها عبر الصحراء والمناطق ذات الكثافة السكانية المنخفضة. بسبب الظروف الخاصة في الولاية، كانت ستيفنز ملزمة أحيانًا بدفع تكاليف استخدام الكنيسة وكان لديها، حيث لا توجد نقابات، فواتير الفنادق والسكك الحديدية ونفقات الفنادق. ألقت ستيفنز 44 خطابًا؛ تم عقد أربعة عشر اجتماع للنساء وعشرة اجتماعات للأطفال؛ زارت ست اتحادات وساعدتها، ونظمت خمس اتحادات.
كان ستيفنز نشطة في العمل الخيري المنجز في سيلفر ستار هاوس وفي مدارس الخياطة وفي جمعيات مختلفة. في عام 1874، أسست رابطة البحارة في سان فرانسيسكو، مع زوجها كرئيس وهي مسؤولة فيها. في عام 1875، تبرع الكونغرس بمستشفى البحارة القدامى لمواصلة العمل، وأصبحت المؤسسة راسخة.